# جواو ليما (رياضي)
جواو ليما (20 سبتمبر 1961 - 18 نوفمبر 2023)، هو لاعب سباق حواجز، برتغالي. تنافس في سباق 110 متر حواجز للرجال في دورة الألعاب الأولمبية الصيفية لعام 1988.

## روابط خارجية
- جواو ليما على موقع الاتحاد الدولي لألعاب القوى (الإنجليزية)
- جواو ليما على موقع الاتحاد الأوروبي لألعاب القوى (الإنجليزية)
- جواو ليما على موقع أوليمبيديا (الإنجليزية)